# Ensemble urbain de Périgueux
L'ensemble urbain de Périgueux est un site naturel inscrit depuis 1965 et un secteur sauvegardé depuis 1980.

## Historique
L'ensemble urbain de Périgueux est un site inscrit d'intérêt pittoresque depuis le 1er mars 1965, pour protéger le centre historique et l'ensemble des monuments se trouvant autour, comme la cathédrale Saint-Front. Les trois quarts des monuments historiques de Périgueux y sont concentrés.
Circonscrit par le cours Tourny au nord, le boulevard Georges-Saumande à l'est, le cours Fénelon au sud et, la place Francheville, la place Bugeaud, le boulevard Michel-Montaigne et le cours Michel-Montaigne à l'ouest, il s'étend sur 21,5 hectares.
Le 12 mars 1980, s'ajoute la protection de secteur sauvegardé.
En juillet 2015, le conseil municipal se prononce pour l'extension de ce secteur dont la surface doublerait, passant à 42,8 hectares, en y intégrant la place Francheville, les boulevards avec le palais de justice, les allées de Tourny avec la préfecture de la Dordogne, et les berges en rive gauche de l'Isle. Prévue au départ jusqu'en 2020, la procédure de révision du plan de sauvegarde et de mise en valeur va durer jusqu'en février 2021.